# 臺北市私立華岡藝術學校
華岡藝術學校（簡稱華岡藝校或華藝）是一所位於臺灣臺北市士林區的技術型高級中等學校。目前總共有舞蹈科、戲劇科、表演藝術科3科，是臺灣一所純藝術技術型高級中學。

## 歷史沿革
- 1970年，由中國文化學院創辦人張其昀成立中國文化學院附屬華岡中學。
- 1975年，改制為臺北市華岡藝術學校，初期設有國樂科、西樂科、舞蹈科、國劇科。
- 1986年，國劇科改名戲劇科分為國劇組及影劇組兩組。
- 1987年，增設美術科。
- 1988年，停辦國劇組。
- 1995年年初，臺北市政府教育局督學許勝哲召集50位學生代表宣稱華岡藝校27間教室除四間外皆為違建，表示違建一定要拆，否則即停招停辦；由於華岡藝校董事會無法解決教室問題，遂決定暫時停招。6月6日，再發生疑似超收學費等問題，華岡藝校董事會決定於2年後廢校。[1]華岡藝校師生組成自救會，盼臺北市政府教育局接管，並將該校改制為公立學校；時任臺北市議員段宜康、江蓋世也提議將華岡藝校改為市立藝術學院。[2]7月14日，臺北市政府教育局以管理委員會正式代管華岡藝校，解除原華岡藝校董事職務。[3]
- 1998年4月13日，臺北市政府教育局重組華岡藝校董事會，讓華岡藝校再度擁有自己的董事會[4]。
- 2000年，新增設表演藝術科。
- 2003年，停止招生美術科。
- 2008年，合併國樂科與西樂科為國西樂科。
- 2015年3月21日，四十週年校慶於中山樓舉行。
- 2019年，合併國西樂科至表演藝術科。

### 董事會成員
董事會組織架構為：董事長1人，董事11人，監察人1人，及公益監察人1人。第19屆董事，111年1月17日至115年1月16日止
| 姓名   | 備註                                 |
| 董事長 | 董事長                               |
| ------ | ------------------------------------ |
| 唐彥博 | 中國科技大學 校長                    |
| 董事   |                                      |
| 李大偉 |                                      |
| 伍曼麗 |                                      |
| 張海燕 | 中國文化大學財務金融學副教授         |
| 徐亞湘 |                                      |
| 路光彥 |                                      |
| 呂麗莉 |                                      |
| 吳宗憲 | 中國文化大學國樂系專任副教授         |
| 唐彥博 | 中國科技大學 校長                    |
| 呂文慈 | 中國文化大學音樂系系主任             |
| 樊慰慈 | 中國文化大學藝術學院院長兼美術系教授 |
| 鄭德淵 |                                      |
| 陸潔民 |                                      |
| 粘晶晶 |                                      |
| 監察人 |                                      |
| 施靜慧 |                                      |

## 校長

### 歷任校長
| 任次 | 姓名   | 任期           | 前職                             | 後職                             | 備註                                                               |
| ---- | ------ | -------------- | -------------------------------- | -------------------------------- | ------------------------------------------------------------------ |
| 1    | 莊本立 | 1975至1981年   | 中國文化學院國樂組主任           | -                                | 改制華岡藝術學校後首任校長 由中國文化大學董事會指派 任內興建本立樓 |
| 2    | 鄭德淵 | 1981年至1986年 | 中國文化大學中國音樂學系副教授   | 中廣國樂團音樂監督兼常任客席指揮 | 由中國文化大學董事會指派 任內興建曉峰樓及藝術館                    |
| 3    | 劉效鵬 | 1986年至1990年 | -                                | -                                | 由中國文化大學董事會指派                                           |
| 4    | 鄭德淵 | 1990年至1994年 | 中廣國樂團音樂監督兼常任客席指揮 | 國立臺南藝術大學副校長           | 由中國文化大學董事會指派                                           |
| 5    | 許坤成 | 1994年至1995年 | 中國文化大學美術系主任           | 紗帽山畫會理事長                 | 由中國文化大學董事會指派                                           |
| 6    | 許自貴 | 1996年至1996年 | 南方藝術雜誌社社長               | 國立美術館典藏委員               | 由臺北市政府教育局指派                                             |
| 7    | 唐自常 | ？年至1997年   | （未知）                         | 慈濟大學附屬高級中學總務主任     | 由臺北市政府教育局指派                                             |
| 8    | 丁永慶 | 1998年至今     | 華岡藝術學校國樂科主任           | 華岡藝術學校校長                 | 由華岡藝術學校董事會指派 現任校長 華岡藝術學校任職最久的校長       |

## 爭議事件
- 2001年7月3日，華岡藝校因解聘戲劇科主任張皓期一事，經臺北市教師申訴評議委員會審議認為程序有瑕疵，臺北市政府教育局多次限期要求學校改善，但依舊未獲得具體回應，所以決定予以補助款減半之懲處。
- 2015年8月28日，校方強迫學生上暑期輔導課程，違反《臺北市職業學校學習輔導實施要點》[5]。
- 2017年3月26日，學生代表長期未經由全面公開選舉產生，遭臺北市政府教育局發函糾正，確認違反《高級中等教育法》[6]。
- 2017年5月14日，校長丁永慶違法兼任總務主任至少長達3年，遭中華民國教育部與臺北市政府教育局發函確認，確認違反《私立學校法》[7]。

## 外部連結
- 華岡藝術學校 （页面存档备份，存于）